# Chiesa di San Niccolò (Montepescali)
La chiesa di San Niccolò si trova nella parte alta del borgo medievale di Montepescali, nel territorio comunale di Grosseto.

## Storia
La chiesa fu costruita nel corso dell'XI secolo ma, nel corso delle epoche successive, ha subito diversi interventi che hanno in parte modificato l'originario aspetto.
Una prima ristrutturazione avvenne già entro la metà del Trecento, a seguito di un crollo di alcune parti in muratura; in questo periodo furono rifatti quasi completamente il fianco destro e una parte della facciata. Di epoca successiva risulta essere anche l'aggiunta della sagrestia.
L'edificio religioso, dopo aver svolto per un lunghissimo periodo di tempo le funzioni di pieve, andò incontro, verso la fine del Settecento, ad un nuovo periodo di degrado. Fortunatamente, durante il secolo scorso, una serie di attenti restauri hanno permesso di riportare la chiesa agli antichi splendori, recuperando anche le opere d'arte conservate al suo interno.

## Descrizione
La chiesa di San Niccolò a Montepescali si presenta, nel complesso, in stile romanico, con le strutture murarie esterne completamente rivestite in pietra.
La semplice facciata a capanna presenta i segni delle varie fasi di costruzione e ristrutturazione; agli ultimi interventi risalgono sia il portale architravato con arco a tutto sesto in travertino, che il rosone che si apre nella parte alta.
Il lato destro della facciata prosegue, senza soluzioni di continuità, lungo il campanile a sezione quadrata, culminante con 4 piccole guglie angolari.
L'interno della chiesa, a navata unica, conserva numerose opere d'arte, tra le quali spicca un importante ciclo di affreschi di scuola senese datati 1389, attribuiti alla scuola di Bartolo di Fredi. Numerose sono, inoltre, le tracce e i frammenti di affreschi di scuola senese del Trecento sparsi nella chiesa, che raffigurano prevalentemente santi e scene della loro vita.
Di pregevole fattura sono anche il Crocifisso ligneo collocato sopra l'altare, un'acquasantiera realizzata con materiali di recupero in epoca seicentesca e il coevo tabernacolo marmoreo a forma di tempio collocato dietro l'altare.
In tempi recenti vi è stata posta anche una grande tavola rinascimentale (proveniente dalla chiesa dei Santi Stefano e Lorenzo) del pittore Matteo di Giovanni di scuola senese del XV secolo, raffigurante la Madonna in trono con angeli e santi, dove compare anche la figura di san Guglielmo di Malavalle fondatore dell'Ordine dei Guglielmiti e dell'Eremo di Malavalle.

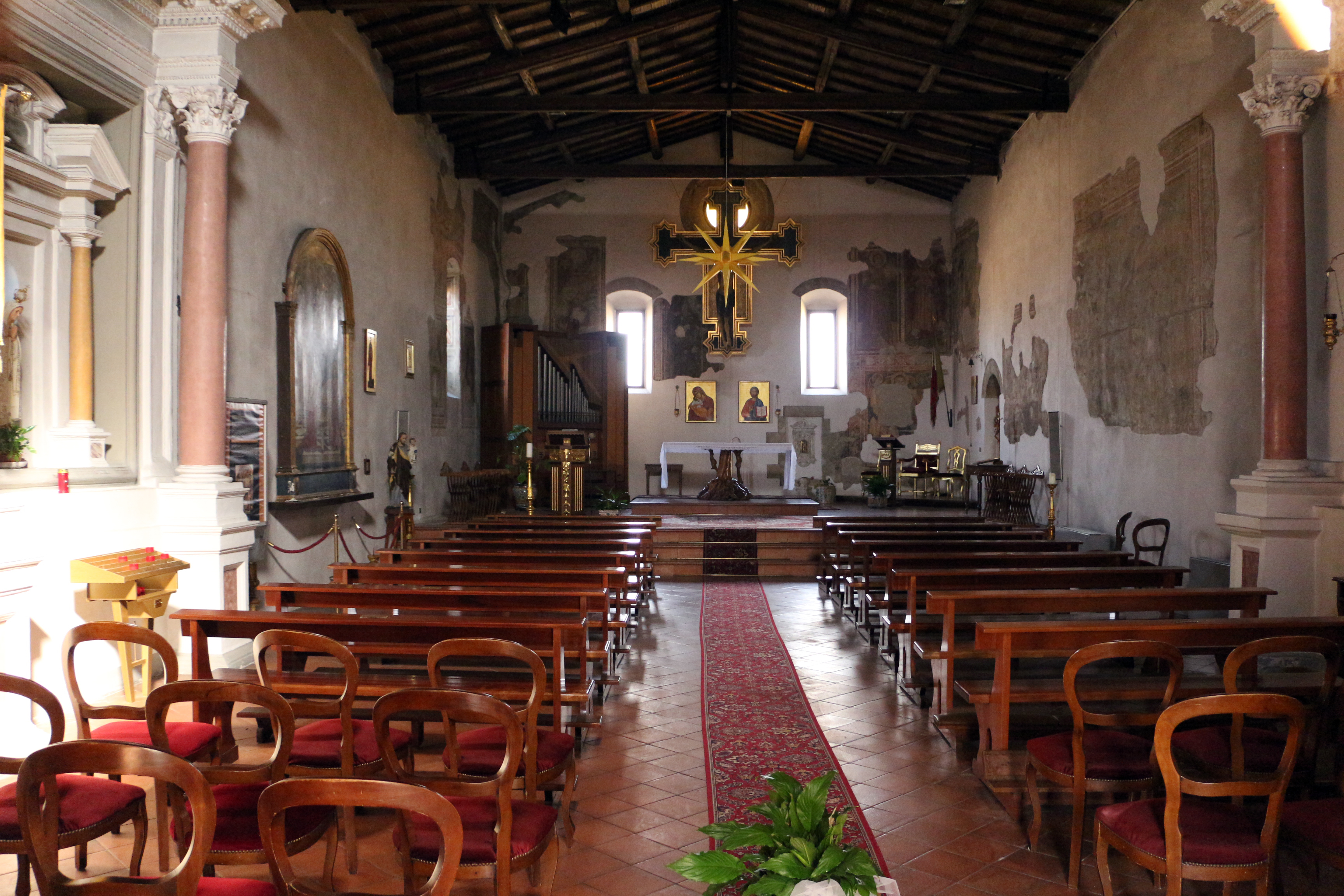
Interno
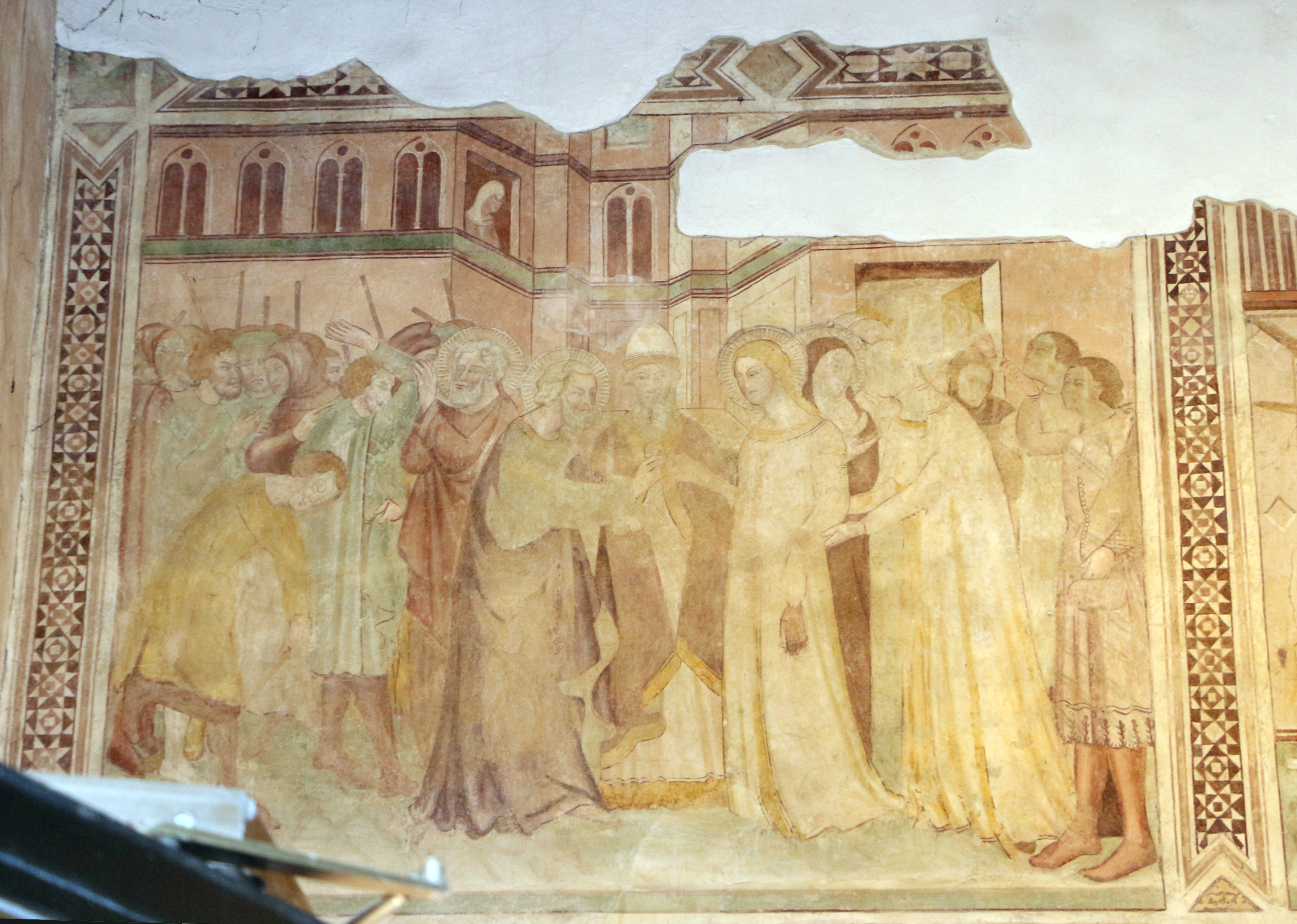
Affreschi trecenteschi della scuola di Bartolo di Fredi
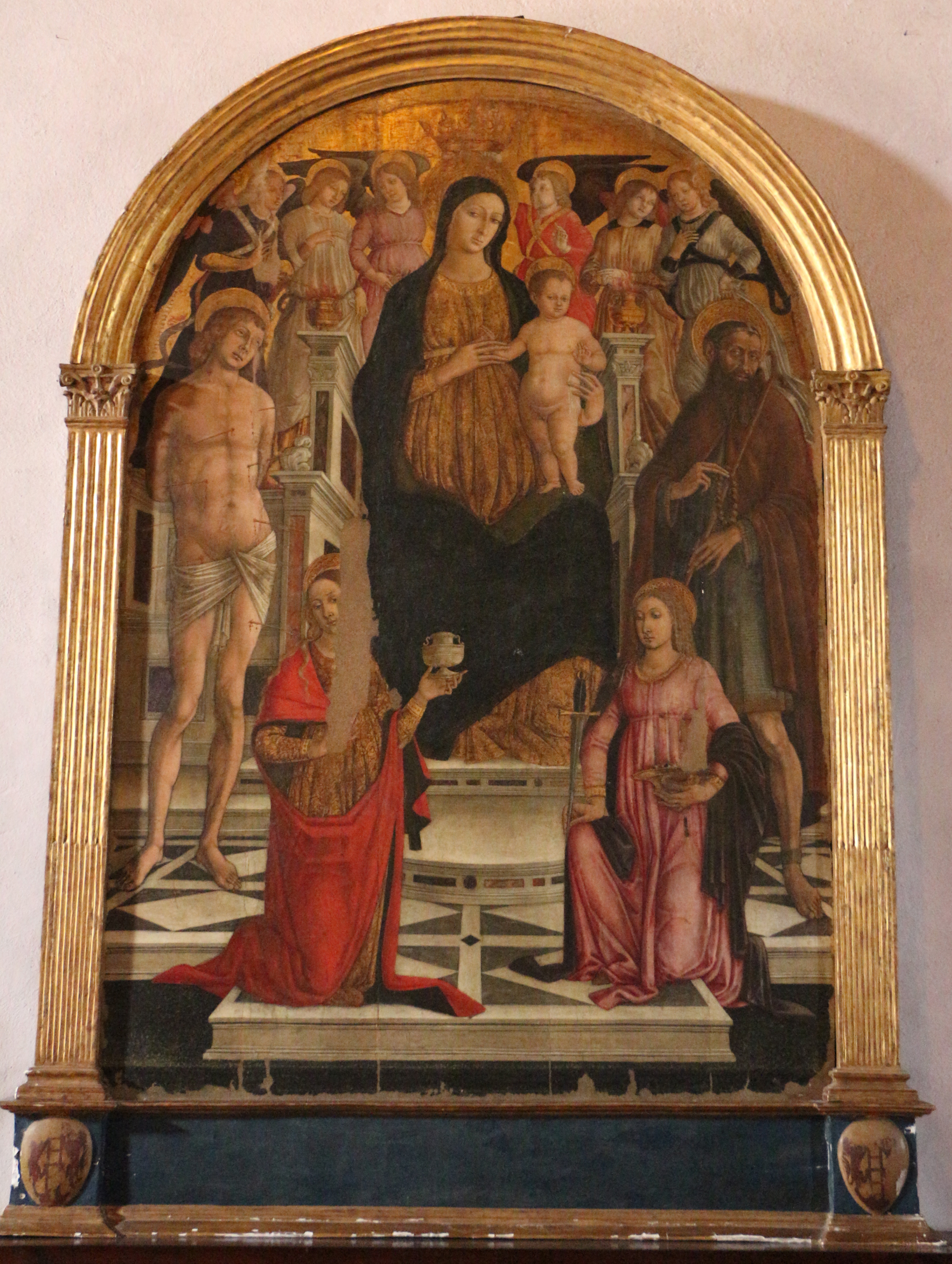
Tavola quattrocentesca di Matteo di Giovanni
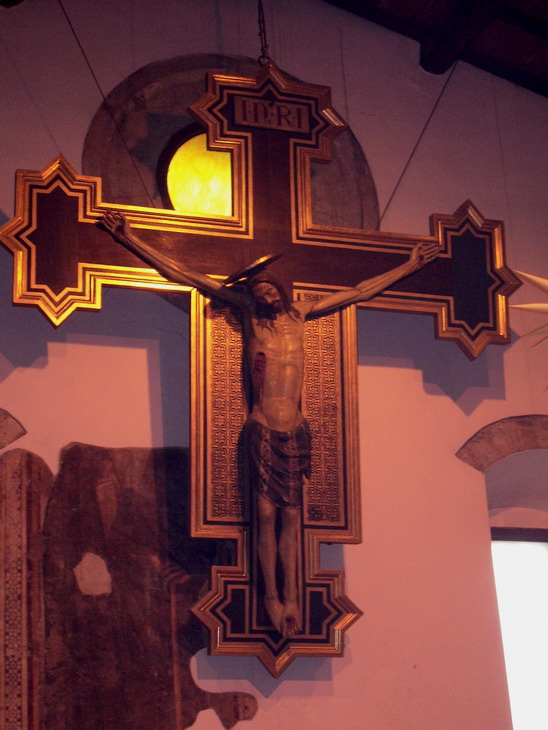
Crocifisso ligneo